# Бутилкаучук

Бутилкаучук (БК, инджей-бутил, полиизобутилен, оппанол, полисар-бутил, сокабутил, эссо-бутил) — сополимер изобутилена с небольшим (1-5% масс.) количеством изопрена, который получают катионной сополимеризацией изобутилена и изопрена в присутствии катализаторов Фриделя-Крафтса. В англоязычных странах называется бутиловой резиной, в немецкоязычных — полиизобутилен.
Впервые бутилкаучук был синтезирован группой ученых компании Exxon Research and Engineering Co. под руководством В. Дж. Спарка и Р. М. Томаса в 1937 году.
В СССР промышленное производство бутилкаучука началось в 1956 году после добычи технологии изготовления на Западе органами технической разведки.

## Технология производства бутилкаучука
Бутилкаучук получают в суспензии и в растворе.
При суспензионном процессе гетерофазную сополимеризацию изобутилена и изопрена ведут в присутствии трихлорида алюминия в метилхлориде или этилхлориде при температуре от минус 95 до минус 100°С.
При растворном процессе гомогенную сополимеризацию изобутилена и изопрена ведут в присутствии протонированного комплекса галогеналюминий органических соединений в углеводородном растворителе при температуре от минус 50 до минус 60°С. Растворная технология получения бутилкаучука разработана в СССР и внедрена в 1982 году.

## Технологические свойства бутилкаучука
Изобутиленовая природа бутилкаучука обуславливает его низкие газо- и влагопроницаемость. По газонепроницаемости он превосходит все известные каучуки за исключением тиокола, что объясняется большим количеством стерических препятствий в виде метильных групп и малой подвижностью макромолекулярной цепи полимера вследствие малого количества двойных связей.

##### Склонность к кристаллизации
Бутилкаучук сохраняет аморфную структуру в широком диапазоне температур и кристаллизуется лишь при больших степенях растяжения (до 500%).
Изготовление (крашение) резиновых смесей на основе бутилкаучука, их каландрование, экструдирование и формование ведется на обычном оборудовании. При этом желательно выделять для переработки бутиловых резин отдельные линии или единицы оборудования.

### Особенности переработки БК
- бутилкаучук не совулканизуется с каучуками общего назначения из-за сильного различия в вулканизационной активности;
- технологически бутилкаучук совмещается с этиленпропиленовыми каучуками, галогенированными бутилкаучуками, хлоропреновыми каучуками, полиизобутиленом, полиэтиленом, полипропиленом;
- пластицируется только при температуре +170-180°С в резиносмесителе в присутствии пептизаторов;
- имеет меньшее сродство к техническому углероду по сравнению с высоконенасыщенными каучуками;
- обладает хорошей клейкостью;
- имеет склонность к хладотекучести.

### Вулканизующие системы резин на основе БК
Вулканизация БК обычно осуществляется серой с использованием тиазольных, тиурамных и дитиокарбаматных ускорителей или ультраускорителей.
Вулканизацию можно проводить диоксимами и динитрозосоединениями в присутствии окислителей, таких как PbO2, а также полиметилолфенольными смолами в присутствии хлоридов металлов, например SnCl2, либо галогенсодержащих полимеров, таких как полихлоропрен. 
Усиливающими наполнителями бутиловых резин являются технические углероды, а также минеральные наполнители с регулярным расположением OH-групп в решетке, такие как каолин, тальк, диоксид кремния. Пластификаторы для бутиловых резин — парафиновые, нафтеновые и ароматические масла. 
С повышением степени наполнения и снижением количества пластификаторов повышается газонепроницаемость вулканизатов.
Для улучшения когезионных свойств, повышения скорости вулканизации, улучшения морозостойкости и светостойкости применяют добавки этиленпропиленовых каучуков.

## Эксплуатационные свойства бутиловых резин
- высокая паро- и газонепроницаемость;
- высокая теплостойкость — от +120 до +200°С;
- высокая озоностойкость;
- высокая атмосферостойкость;
- химическая стойкость;
- стойкость к воздействию сухого пара, а при применении смоляной сулканизации — стойкость к горячей воде и влажному пару.
- низкая эластичность и высокие гистерезисные потери при комнатной и повышенных температурах;
- высокая демпфирующая способность
- хорошие диэлектрические свойства.

## Применение
Резины на основе бутилкаучуков применяются:
- в шинной промышленности — автомобильные камеры и гермослой бескамерных шин, варочные камеры и диафрагмы дорматоров-вулканизаторов;
- в медицинской промышленности — пробки и другие изделия для укупорки препаратов;
- в пищевой промышленности;
- в электротехнический промышленности.

Бутилкаучук является компонентом твёрдого ракетного топлива, зажигательных боеприпасов и огнесмесей.